# Vojeslav Molè
Vojeslav Molè (14. prosince 1886 Kanal ob Soči, Rakousko-Uhersko – 5. prosince 1973 Eugene) byl slovinský historik umění, archeolog, konzervátor, profesor, spisovatel a básník.

## Životopis
Vystudoval střední školu v Terstu a maturoval na střední škole v Novom Meste. Studoval od roku 1906 slavistiku, dějiny umění, romanistiku a práva ve Vídni, Krakově a Římě. Na vídeňské univerzitě navštěvoval přednášky Maxe Dvořáka, Josepha Strzygowského a Julia von Schlossera. V roce 1912 získal doktorát na základě disertační práce Eine illustrierte Handschrift aus dem Jahre 1649 mit der Topographie des Kosmas Indikopleustes und dem Hexameron des bulgarischen Exarchen Johannes. Po roce stráveném na habilitačním stipendiu v Římě získal práci na Úřadu pro ochranu přírody ve Splitu, kde spolupracoval s Franem Buličem. Současně překládal a publikoval básně Baudelaira, Verlaina, Andersena, Ibsena, Kochanowského, Konopnické, Mickiewicze, Słowackého, Krasińského, Wyspiańského, Perzyńského a Fredra.
V roce 1914 byl mobilizován jako záložní důstojník, zajat na východní frontě a poslán na Sibiř. Na konci první světové války se ocitl v Tomsku, kde napsal svou habilitační práci o grafických sbírkách rodiny Stroganoffů (1919), která byla přijata na tamní univerzitě.
Po návratu ze zajetí se stal v roce 1920 odborným asistentem, v roce 1924 docentem klasické archeologie a byzantského umění na Filozofické fakultě Univerzity v Lublani. V roce 1926 se přestěhoval do Polska a jako profesor převzal katedru dějin umění slovanských národů na Jagellonské univerzitě v Krakově.
Po vypuknutí druhé světové války se s rodinou vrátil do Lublaně, kde v letech 1940 až 1945 vedl katedru byzantologie. Přednášel také na katedře historie. V roce 1946 se vrátil do Krakova, ke svému dřívějšímu zaměstnání a roku 1947 se stal řádným členem Polské akademie věd (Umění). V roce 1953 mu byl udělen Rytířský kříž Řádu Polonia Restituta za zásluhy v oblasti kultury a umění. Roku 1961 ho Svaz polských uměleckohistorických společností prohlásil za čestného člena a stal se členem korespondentem SAZU. V roce 1966 se Vojeslav Molè přestěhoval s dcerou do Spojených států.
Jeho žáky byli: Celina Filipowicz-Osieczkowska, Anna Maria Mars, Kazimierz Molendziński, Anna Różycka-Bryzek, Jerzy Szablowski, Zdzisław Żygulski ml., Klementyna Żurowska.
Neoklasicismus a umění zrodily jeho básnické začátky. Básně napsané v ruském zajetí byly vřelejší. Vojeslav Molè byl známý historik umění. Svým kritickým a esejistickým dílem spojoval Poláky a Slovince. Umění chápal jako jednu ze základních funkcí kultury a umělce jako rozhodujícího o kulturním vývoji. Byl nejen – vedle svých současníků: Franca Stelèho (1886–1972) a Izidora Cankara (1886–1958) – spoluzakladatelem slovinských dějin umění, ale také tvůrcem dějin byzantského umění v Polsku. Svůj život popsal v „autobiografii humanisty“ Iz knjige spominov. Seznámil Poláky s výdobytky slovinské literatury a Slovince s polskými uměleckými díly. Také se podílel na jednom z největších slovníkových děl v Polsku: Slovníku slovanských starožitností, kde byl redaktorem a pisatelem článků o nejstarším umění mezi Slovany.
Vojeslav Molè byl ženatý s překladatelkou Polkou Elou Mole. Jeho syn Marijan Mole byl uznávaným odborníkem na historii Íránu.

## Dílo

### Ve slovinštině
- Ko so cvele rože (zbirka pesmi 1910)
- Tristia ex Siberia (zbirka pesmi 1920)
- Umetnost situle iz vača = L'art de la situle de vač, Beograd 1925.
- Umetnost (1941)
- Ruska umetnost do leta 1914 (Slovenska matica. Ljubljana 1957)
- Umetnost južnih Slovanov (1965)
- Iz knjige spominov, Ljubljana: Slovenska matica. (1970)

### V polštině
- Podstawy sztuki bizantyńskiej, "Przegląd Współczesny" 4 (1925), z. 44, s. 345–358
- Drugi Międzynarodowy Kongres Studiów Bizantynologicznych, "Przegląd Współczesny" 6 (1927), z. 63, s. 134–137
- Geneza stylu monumentalnego w malarstwie bizantyńskim, "Sprawozdania PAU" 32 (1927), z. 8, s. 9–10
- (przedmowa) Ivan Cankar, Nowele, z przedm. Vojeslava Mole, przeł. Ela Mole, Varšava: Dom Książki Polskiej 1931
- Historia sztuki starochrześcijańskiej i wczesnobizantyńskiej. Wstęp do historii sztuki bizantyńskiej u Słowian, Lvov 1931
- Kilka uwag o malowidłach ściennych w Wiślicy, "Ochrona Zabytków Sztuki" (1930–1931), z. 1–4, s. 98–101
- Wczesnośredniowieczna sztuka prowincjonalna na Bałkanach, "Sprawozdania PAU" 36 (1931), z. 9, s. 25–26
- Sztuka a społeczeństwo: uwagi historyka sztuki, Warszawa: Wydawnictwo Instytutu Propagandy Sztuki 1937
- Z zagadnień iluminatorstwa bizantyńskiego i ormiańskiego (Na marginesie prac p. Sirarpie Der Nersessian, "Dawna Sztuka" 2 (1939), z. 2, s. 85–110
- Sztuka starochrześcijańska, Warszawa: Spółdzielnia Wydawniczo-Oświatowa "Czytelnik" 1948
- Wielka sztuka małych mistrzów, Warszawa 1949
- Chrestomatia słowiańska, Cz.1: Teksty południowo-słowiańskie (ze słowniczkami), pod red. Tadeusza Lehra-Spławińskiego, oprac. Vilim Francić, Wojsław Molè, Franciszek Sławski, Kraków: Studium Słowiańskie Uniwersytetu Jagiellońskiego 1949
- Stanowisko Bałkanów w dziejach sztuki, "Sprawozdania PAU" 50 (1949), z. 5, s. 209–212
- Starożytność grecko-rzymska w drugiej połowie I tysiąclecia n.e. na Półwyspie Bałkańskim, "Sprawozdania PAU" 52 (1951), z. 10, s. 848–851
- Problem renesansu na Półwyspie Bałkańskim i w Europie Wschodniej, "Biuletyn Historii Sztuki" 14 (1952), z. 4, s. 133–151
- "Bizantinoslavica", "Pamiętnik Słowiański" 4 (1954), s. 392–400
- W pięćsetną rocznicę upadku Konstantinopol w r. 1453, "Pamiętnik Słowiański" 4 (1954), s. 361–385
- Sztuka rosyjska do roku 1914, Vratislav-Kraków: Zakł. Nar. im. Ossolińskich 1955
- Naukowy dorobek historii sztuki w okresie X-lecia Polski Ludowej w dziedzinie historii sztuki powszechnej, Warszawa: Państ. Inst. Sztuki 1955
- Podstawy i tendencje romantyzmu w sztukach plastycznych, Warszawa: Polska Akademia Nauk. Sekcja Historii Sztuki 1955
- Ikona Ruska, Warszawa 1956
- Tycjan, Warszawa: Arkady 1958
- (wstęp) Ivan Cankar, Kasztan osobliwego gatunku. Wybór utworów, z słoweń. przeł. Ela Molè, wybór przygot. Bronisław Cirlić, wstęp Vojeslav Molè, Warszawa: "Czytelnik" 1959
- Słowiańszczyzna Południowa a Bizancjum i Zachód w świetle historii sztuki, "Sprawozdania Prac Naukowych Wydziału Nauk społecznych PAN" 2 (1959), z. 3–4, s. 79–84
- Prolegomena do estetyki najwcześniejszego średniowiecza, Warszawa 1961
- Sztuka Słowian południowych, Wrocław-Warszawa-Kraków: Ossolineum 1962
- Sztuka bizantyńsko-Ruska [w:] Historia sztuki polskiej, Kraków 1962, t. 1, s. 149–165
- Z księgi wspomnień (fragment), przeł. Bożena Ostromęcka-Frączak, "Literatura na świecie" (1988), nr 12 (209), s. 317–320
- Dawno, w zamieciach syberyjskiej zimy..., przeł. Bożena Ostromęcka-Frączak i Tone Pretnar, "Literatura na świecie" (1988), nr 12 (209), s. 321–322

### Jiné
- Ein Problem der byzantinischen Kunstgeschichte in Polen, "Byzantinische Zeitschrift" 30 (1929–1930), s. 529–530
- Gibt es ein Problem der Renaissance in der Kunstgeschichte der slavisch-byzantinischen Lander?, "Izwestija na Balgarski Archeologiczeski Institut" 10 (1936), s. 28–36
- L'antiquite greco-romaine des Balkans dans la 2 moitte du premier millenaire, "Byzantinoslavica" 13 (1952–1953), z. 2, s. 271–281

### V češtině
- Dolenská legenda – úvod František Sekanina; přeložil F. V. Zíbr; in: 1000 nejkrásnějších novel... č. 50. Praha: J. R. Vilímek, 1913

#### Ve slovinštině
- Vojeslav Mole: Iz knjige spominov. Lublaň, 1970.
- Enciklopedija Slovenije; knjiga 7, Mladinska knjiga, Ljubljana, 1993
- Janež, Stanko, Pregled slovenske književnosti, Založba Obzorja Maribor, 1978
- Janja Žitnik: Vojeslav Mole: Ob stodeseti obletnici rojstva. Dostopno tudi na URL preko Digitalne knjižnice Slovenije

#### V polštině
- Biogramy uczonych polskich, Część I: Nauki społeczne, zeszyt 2: K–O, Vratislav 1984, s. 504–507
- Bożena Ostromęcka-Frączak, Vojeslav Molè, "Literatura na świecie" (1988), nr 12 (209), s. 314–316
- Lech Kalinowski, Molè Wojsław Herman (1886–1973), [w:] Polski Słownik Biograficzny, t.21, Wrocław 1976, s. 618–620
- Lech Kalinowski, Wojsław Molè, "Pamiętnik Słowiański" 12 (1962), s. 5–11
- Lech Kalinowski, Wojsław Molè (1886–1973), "Folia Historiae Artium" 11 (1975), s. 5–19 (tam bibliografia prac)
- Lech Kalinowski, Molè Wojsław (Vojeslav) [w:] Encyklopedia kultury bizantyńskiej, red. nauk. Oktawiusz Jurewicz, Warszawa: Wydawnictwa Uniwersytetu Warszawskiego 2002, s. 354–355
- Anna Różycka-Bryzek, Wojsław Molè, "Zeszyty Naukowe Uniwersytetu Jagiellońskiego. Prace z historii sztuki", t. 19, 1990, s. 87–96
- Anna Różycka-Bryzek, Wojsław Molè [w:] Złota księga Wydziału Historycznego, pod red. Juliana Dybca, Kraków 2000, s. 279–286
- Anna Różycka-Bryzek, Wojsław Molè [w:] Stulecie Katedr Historii Sztuki Uniwersytetu jagiellońskiego (1882–1982), pod red. Lecha Kalinowskiego, "Zeszyty Naukowe Uniwersytetu Jagiellońskiego. Seria Historia Sztuki" 19 (1990), s. 85–96
- Waldemar Ceran, Główne osiągnięcia polskich badań nad historią sztuki bizantyńskiej (do roku 1998), [w:] Sztuka średniowiecznego Wschodu i Zachodu. Osiągnięcia i perspektywy poznawcze u progu XXI wieku, red. Małgorzata Smorąg-Różycka, Kraków: Universitas 2002, s. 9–42
- Zofia Maślińska-Nowakowa, Wojsław Molè (1886–1973), "Biuletyn Historii Sztuki" 39 (1977), z.1, s.108–109
- Urszula Perkowska, Molè Wojsław [w:] Słownik historyków polskich, pod red. Maria Prosińskiej-Jackl, Warszawa 1994, s. 358
- Emilijan Cevc, Vojeslav Molè, "Letopis Slovenske Akademije Znanosti in Umetnosti" 24 (1973), s. 95–99
- Małgorzata Smorąg-Różycka, Wojsław Molè. Między Strzygowskim a Rieglem i Dvořákiem, "Modus. Prace z historii sztuki" 13–12 (2013), s. 7–26
- Aleksandra Sulikowska, Wojsław Molè (1886–1973), "Rocznik Historii Sztuki" 37 (2012), s. 39–49